# نویکیرشن-ولوین
شهر نویکیرشن-ولوین (به آلمانی: Neukirchen-Vluyn) در ایالت نوردراین-وستفالن در کشور آلمان واقع شده‌است.